# Zabrotes cruciger
Zabrotes cruciger är en skalbaggsart som beskrevs av Horn 1885. Zabrotes cruciger ingår i släktet Zabrotes och familjen bladbaggar. Inga underarter finns listade i Catalogue of Life.